# Maison de Habsbourg (Espagne)
 (août 2024).
Si vous disposez d'ouvrages ou d'articles de référence ou si vous connaissez des sites web de qualité traitant du thème abordé ici, merci de compléter l'article en donnant les références utiles à sa vérifiabilité et en les liant à la section « Notes et références ».
La maison d'Autriche (en espagnol : Casa de Austria) est le nom qu'a connu la dynastie des Habsbourg régnant sur la monarchie espagnole aux XVIe et XVIIe siècles : de la Concordia de Villafáfila (es) du 27 juin 1506 durant laquelle Philippe le Beau est reconnu comme roi consort de la couronne de Castille, laissant ainsi à son beau-père, Ferdinand le Catholique, la couronne d'Aragon, à la mort sans succession directe de Charles II le 1er novembre 1700 qui a mené à la guerre de Succession d'Espagne.
L'empereur Charles V (le roi Carlos Ier d'Espagne, roi depuis 1516, fut élu en 1519 empereur sous le nom de Charles V, ou Charles Quint) a accumulé un immense empire territorial, alors sans précédent dans l'histoire : ce territoire s'étend des Philippines à l'Est à la Nouvelle-Espagne à l'ouest, des Pays-Bas au nord au détroit de Magellan au sud. En plus de l'expansion à l'étranger et de certains acquis comme Milan, cet immense territoire a été le résultat de l'addition de quatre maisons dynastiques européennes : la Bourgogne (1506), l'Autriche (1519), l'Aragon (1516) et la Castille (1555), et il a formé la base de ce qui est connu sous le nom d'empire espagnol, surtout après la division de sa succession (1554 – 1556) entre son frère Ferdinand Ier et son fils Philippe II. Depuis lors, nous pouvons parler de deux branches de la maison d'Autriche, les Habsbourg de Madrid (sujets de cet article) et les Habsbourg de Vienne (qui ont continué à régner en Autriche jusqu'en 1918).
La monarchie espagnole (également connue sous le nom de « monarchie catholique ») est pendant cette période la plus grande puissance en Europe. Elle a atteint l'apogée de son influence au cours de la période dite des « Vieux Autrichiens » (Charles Ier et Philippe II) notamment avec l'ajout du Portugal et de son vaste empire ainsi que l'âge d'or des arts et des lettres. À l'inverse, les règnes des Habsbourg Philippe III, Philippe IV et Charles II représentent la période de « décadence espagnole » : la perte de l'hégémonie européenne et une profonde crise économique et sociale.
L'Espagne est au XVIe siècle la première puissance maritime (cependant, si son commandement général et sa participation à la bataille de Lépante furent essentiels, par les 54 galères apportées par ses possessions et le soutien financier fourni aux 27 galères génoises (trois pour la République, treize pour les flottes privées), les douze de la flotte des États de l'Église, les six de Savoie et les trois de Malte, la république de Venise a apporté à elle seule 106 galères et six galéasses — grosses galères transformées en forteresses flottantes, peu maniables — soit 112 grosses unités, plus de la moitié de la flotte de 214 grosses unités, ainsi que le second contingent de soldats embarqués) et, malgré l'échec de l'Armada espagnole en 1588, elle s'est affirmée dans une série de victoires contre l'Angleterre durant la guerre anglo-espagnole de 1585 à 1604. Mais la puissance maritime de la maison d'Autriche au milieu du XVIIe siècle subit un long déclin avec des défaites successives contre les Provinces-Unies et plus tard contre l'Angleterre. Durant les années 1660, la flotte espagnole se battait désespérément afin de défendre ses possessions d'outre-mer contre les pirates et les corsaires. En Europe, les Habsbourg de Madrid sont engagés dans la défense de leur dynastie-sœur de Vienne durant la grande guerre de Trente Ans qui, bien qu'ayant commencé avec de bonnes perspectives pour les armées espagnoles, s'est terminée en catastrophe après la crise de 1640 avec les soulèvements simultanés du Portugal (qui s'est finalement séparé de l'Espagne), de la Catalogne et de Naples. Dans la seconde moitié du XVIIe siècle, les Espagnols ont été remplacés par l'hégémonie européenne de la France de Louis XIV.

## Histoire de la dynastie

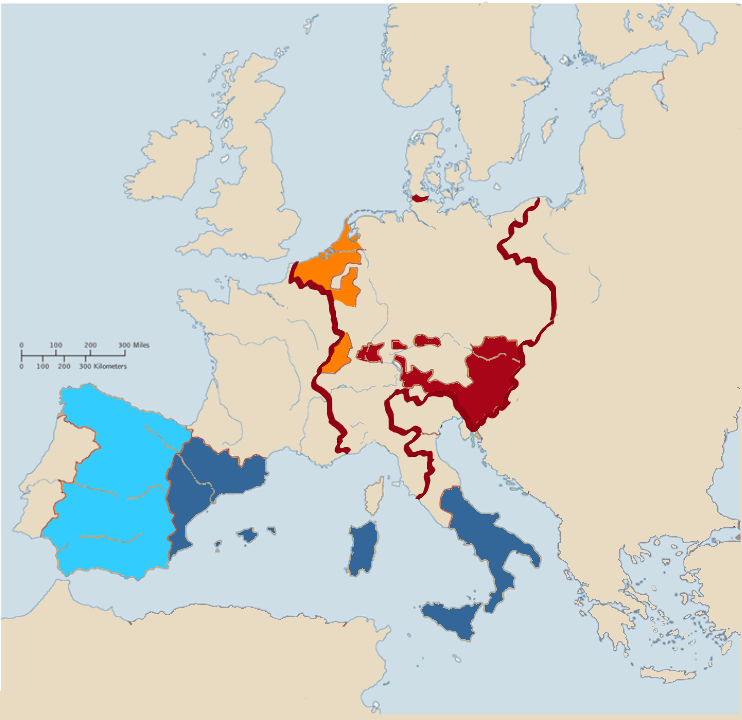
Possessions de Charles V en 1519.

### Arrivée en Espagne
Après le mariage de Maximilien Ier avec Marie de Bourgogne, princesse de Valois et héritière des possessions bourguignonnes (notamment les Pays-Bas) et le mariage de son fils Philippe « le Beau » avec Jeanne « la Folle », héritière des Espagnes et de leurs nombreuses dépendances, le fils de ces derniers, Charles Quint (ou Charles V), hérita d'un empire sur lequel « le soleil ne se couchait jamais ».
Après l'abdication de l'empereur Charles V — aussi roi Charles Ier des Espagnes et des Indes (1516-1556), la famille se sépara en deux branches : l'autrichienne et l'espagnole.
Pour maintenir au sein de la famille les possessions acquises par la politique matrimoniale de leurs ancêtres, les Habsbourg, successeurs de Charles, abusèrent des unions consanguines qui finirent par épuiser la lignée et on estime que les unions à l'intérieur de la maison de Habsbourg contribuèrent à son extinction : ainsi, Philippe IV d'Espagne était simultanément plusieurs fois cousin de Ferdinand III d'Autriche, son beau-frère et son gendre. Son fils Charles II fut de santé délicate et ne put avoir de descendance.

### Le règne de Charles Quint

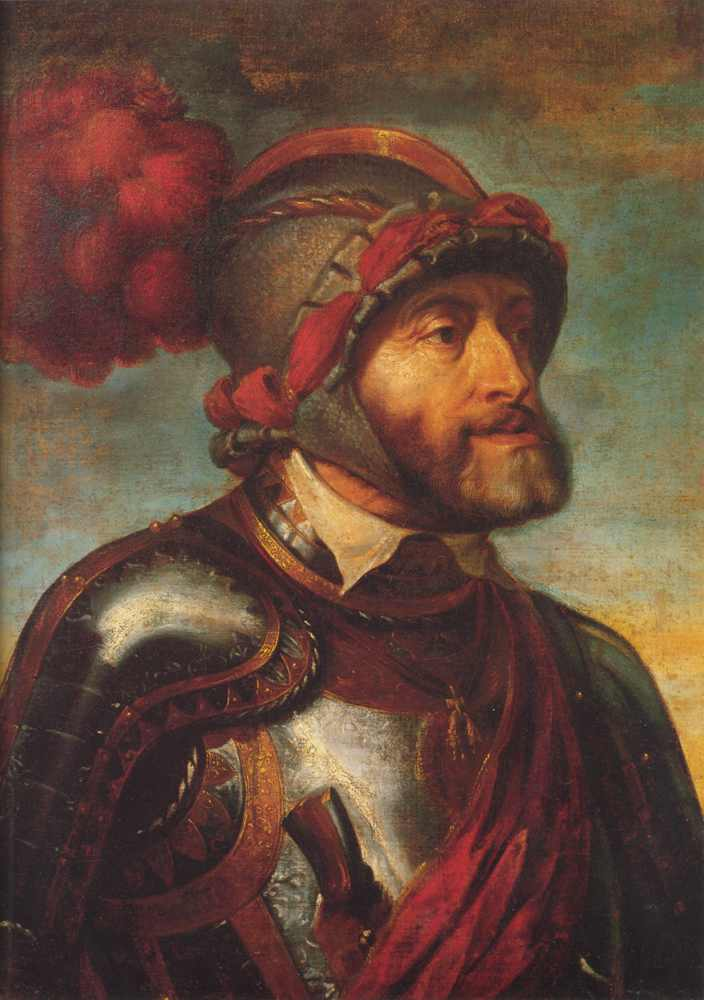
Charles Quint (1500-1558) : il fut roi des Espagnes (1516) puis empereur (1519). Son règne voit la conquête des empires aztèque et inca.

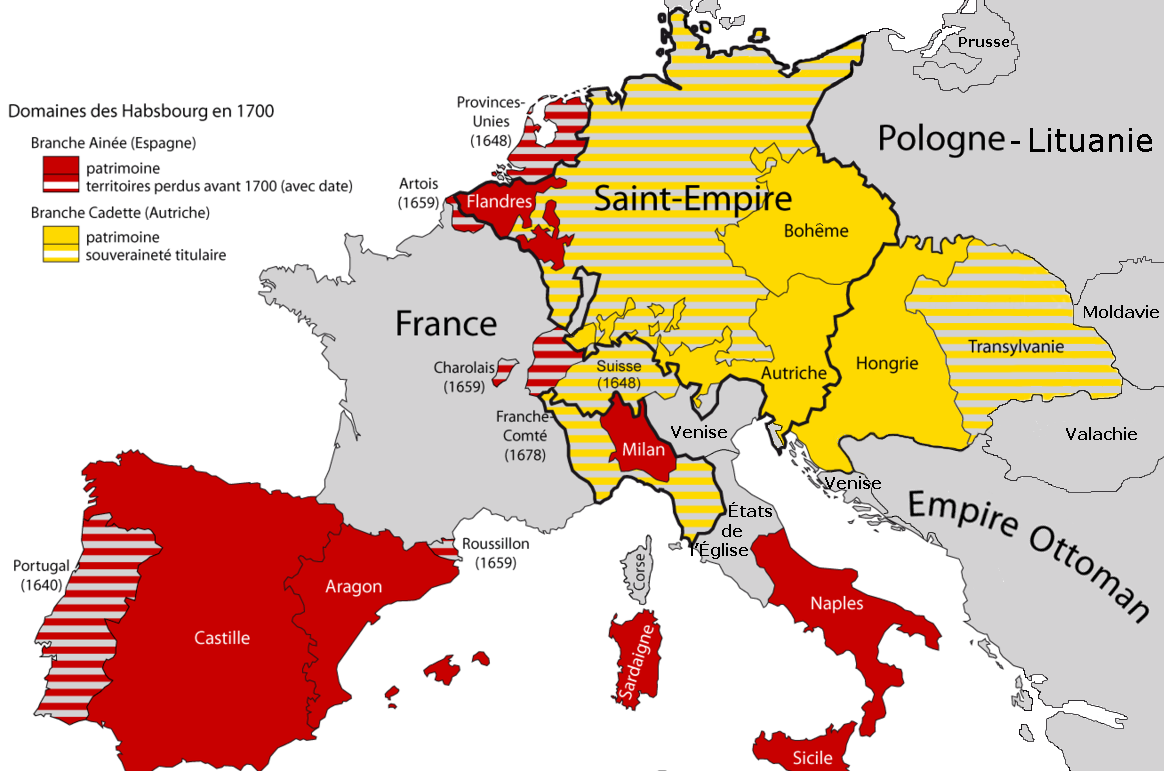
Possessions des Habsbourg d'Espagne (en rouge) et d'Autriche (en jaune) en 1700.

#### Apogée de la puissance espagnole
Sous Charles Quint, l'Espagne se hisse au rang de puissance européenne de premier plan grâce au développement du plus vaste empire colonial de l'époque. Charles accède au trône des royaumes espagnols en 1516 à la mort de son grand-père Ferdinand II d'Aragon. Durant son règne, les Habsbourg d'Espagne règnent sur un immense territoire s'étendant des Philippines aux Pays-Bas.
Continuateur des Rois catholiques, l'empereur fait bâtir au point final de la reconquête un palais de style classique romain sur la colline de la Sabika, à l'Alhambra de Grenade : le palais de Charles Quint.
Le XVIe siècle voit la puissance espagnole atteindre son apogée avec la réunion sous l'autorité de Charles Quint et de son fils Philippe II d'un nombre extraordinaire de possessions rassemblées par la politique matrimoniale des Habsbourg, les exploits des conquistadors et leurs propres faits d'armes ; Charles Quint est l'empereur sur des territoires sur lesquels « le soleil ne se couche jamais » :
- en Europe centrale : archiduché d'Autriche, royaume de Hongrie, Bohême, Moravie, Silésie, Lusace, comté de Tyrol, duché de Carinthie, duché de Styrie, duché de Carniole, jusqu'en 1558 ;
- comté d'Artois, comté de Bourgogne et comté de Charolais ;
- Pays-Bas bourguignons puis Pays-Bas espagnols ; indépendance des Pays-Bas du nord en 1580 (naissance des Provinces-Unies) ;
- duché de Milan (1559-1714) et royaume de Naples (1282-1816) ;
- Espagne ;
- Amérique espagnole : Nouvelle-Espagne (Mexique, 1525-1821) ; Pérou (conquis entre 1525 et 1548) ;
- Philippe II y ajoute le Portugal (1580-1640) et ses colonies ;
- Philippines (1565-1898).

#### Politique étrangère
Cette puissance inquiète en particulier la France, cernée par les terres des Habsbourg. L'or et l'argent de l'Amérique affluent en Espagne et permettent à Philippe II la poursuite d'une politique d'hégémonie. Mais cette puissance est fragile, comme en témoigne la défaite de l'Invincible Armada (1588). La diversité des territoires réunis sous un même sceptre ne correspond à aucun sentiment national commun. La cohésion est forcée par une puissance militaire sans égale en Europe, mais qui absorbe une partie trop importante des ressources financières et humaines.
Au sein du pays, les Habsbourg ont tenté d'affermir l'absolutisme mais se sont heurtés à diverses résistances et révoltes écrasées dans le sang.

### Les Habsbourg au Portugal

#### Accession au trône du Portugal

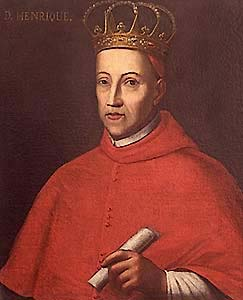
Le cardinal-roi Henri Ier, dernier roi de Portugal issu de la dynastie d'Aviz.

La dynastie des Philippe est la troisième dynastie régnante au Portugal, la seule non capétienne, arrivée au trône en 1580 avec Philippe Ier de Portugal (Philippe II d'Espagne), petit-fils du roi Manuel Ier par sa mère Isabelle de Portugal, épouse de Charles Quint (Charles Ier d'Espagne). En 1580, les prétendants à la succession du roi Henri Ier de Portugal, le Roi-Cardinal, sont:
- Le duc de Parme Ranuce Farnèse, petit-fils d’Édouard, infant de Portugal, duc de Guimarães, dernier enfant mâle du roi Manuel. Il est écarté de la succession et nommé gouverneur de Flandre par Philippe II.
- L’infante Catherine de Portugal, sa tante, mariée au duc de Bragance Jean Ier. Ses droits viennent après ceux de son neveu Ranuce, le Portugal n'ayant pas interdit l'accès d'un étranger au trône.
- Antoine, prieur de Crato, le fils du mariage secret et morganatique de l'infant Louis, duc de Beja. En tant que prieur de Crato, il ne peut se marier. Ayant l'appui du peuple, d'une partie de l'aristocratie portugaise, et de quelques puissances, dont la Hollande et l'Angleterre, il est affaibli par les origines juives de sa mère, et du caractère secret du mariage de ses parents. Ayant sollicité du pape la confirmation de cette union, il reçoit une fin de non-recevoir du souverain pontife sous la coupe des Espagnols[2].
- Philippe II d'Espagne venant derrière les précédents, étant fils de princesse, quand il y avait un fils et des filles de princes mâles.
- Le duc Emmanuel-Philibert de Savoie, autre petit-fils du roi Manuel Ier.
- Catherine de Médicis, régente du royaume de France, sans aucun droit, affirmant descendre du roi Alphonse III de Portugal et de sa première épouse Mathilde de Dammartin.

Antoine s'autoproclame roi mais, en 1580, l’invasion du Portugal durant laquelle une bonne partie de la noblesse avait péri à la bataille des Trois Rois en 1578, par les troupes du duc d'Albe Ferdinand Alvare de Tolède appuyées par une flotte qui bloque le port de Lisbonne, amène les Cortes, réunies à Tomar, à choisir Philippe de Habsbourg pour nouveau souverain. Les troupes d'Antoine sont défaites par les tercios du duc d'Albe lors de la bataille d'Alcántara. La conquête des Açores, où s'est réfugié Antoine prend un peu plus de temps du fait de l'appui des Anglais et des Français. À Macao, en revanche, les rois philippins ne réussiront jamais à obtenir la soumission, et la ville ne retourne à la couronne portugaise qu'à l'accession au trône de Jean IV de Portugal, en 1640.

#### Le Portugal sous les Habsbourg
Le royaume de Portugal, demeuré indépendant pendant la IIIe dynastie, garde ses symboles de pouvoir, dont les armoiries, la langue officielle, les douanes avec le royaume de Castille, le bénéfice exclusif de son empire, sa monnaie, le droit à la nomination d'ambassadeurs spécifiquement portugais, comme à Rome, etc. Il ne peut être gouverné à Lisbonne que par des vice-rois ou gouverneurs portugais, ou membres de la famille royale. Les rois philippins gouvernent de Madrid avec le Conseil de Portugal, une espèce de gouvernement particulier pour ce royaume. Avec la montée au trône de Philippe III de Portugal (Philippe IV d'Espagne), celui-ci et son premier ministre Olivares décident d'en finir avec les gouvernements séparés des diverses couronnes des Habsbourg en unifiant les monarchies de royaumes interdépendants alors que la seule Castille déploie tous les efforts financiers et militaires dans les guerres européennes, qui n'intéressent pas les autres royaumes. Cependant l'unification de la plupart de ces couronnes ne sera réussie que sous les Bourbons, quand les Espagnols ne contrôleront plus autant l'Italie au XVIIIe siècle. Cette volonté de centralisation et d'unification des différents royaumes des Habsbourg de Madrid déclenche plusieurs révoltes, dont la révolution du 1er décembre 1640 au Portugal, qui fait naître la guerre de Restauration contre l'Espagne, sous Jean IV de Portugal, premier roi de la nouvelle maison de Bragance. Cette guerre, dans le cadre de la guerre de Trente Ans, dure jusqu'au traité de Lisbonne de 1668.

### Consanguinité des Habsbourg
« La dynastie des Habsbourg en Espagne est emportée dans un étrange tourbillon, presque morbide, d'étreintes concertées et contrôlées, des gènes issus trop souvent des mêmes souches. »

— Bartolomé Bennassar
Charles Ier (Charles Quint) épouse sa cousine germaine Isabelle de Portugal. Leur fils, Philippe II, et sa première épouse, Marie-Manuelle de Portugal, sont cousins germains par les deux côtés : Don Carlos d'Espagne, né de leur union, est un être disgracié et pervers, mort en 1568, à l'âge de 23 ans. Philippe II et sa quatrième épouse Anne d'Autriche sont oncle et nièce : Philippe III est issu de ce mariage. Ce dernier et Marguerite d'Autriche sont cousins au deuxième degré. Philippe IV et sa seconde épouse Marie-Anne d'Autriche sont oncle et nièce. Charles II, leur fils, est un souverain maladif, rachitique, immature, mélancolique : « l'ensorcelé » (il multiplie les exorcismes à la fin de son règne), perpétuellement sous tutelle (de sa mère, de sa femme, de son confesseur…).

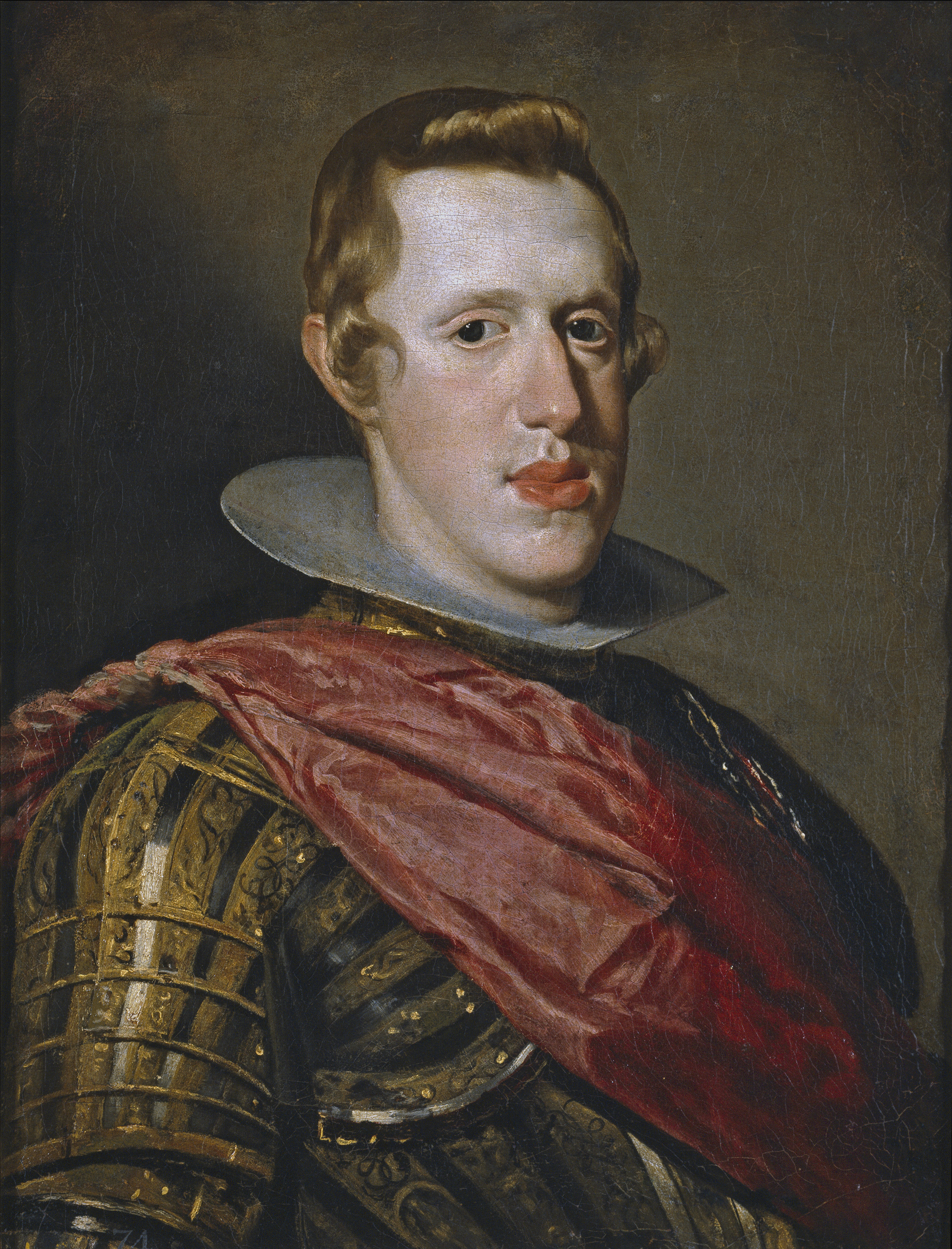
Philippe IV d'Espagne par Diego Velázquez.

Le dernier des Habsbourg apparaît comme le plus dégénéré, la plus pathétique victime de la politique matrimoniale endogamique du lignage, incapable d'engendrer des enfants malgré deux mariages consommés, ce qui provoque deux maux mortels pour la monarchie espagnole pendant trente-cinq ans : la faiblesse de son titulaire (contraste massif avec la France de Louis XIV) et le problème permanent de la succession au trône qui débouchera sur la guerre de succession.
Les tableaux du peintre de la Cour le plus talentueux, Diego Velázquez, notamment ceux de Philippe IV, illustrent et même magnifient les aspects de cette consanguinité. La lèvre inférieure proéminente caractérisant les membres de la famille Habsbourg y est parfaitement rendue.

### Arbre généalogique simplifié
| Légende |                          |  |                                                                       |
|         | Empereur du Saint-Empire |  | Roi des Espagnes, de Portugal et des Algarves, de Naples et de Sicile |

|  |  | Autriche                         |                               |                               |                               |                               |                               |  |  |                                  |                                  |                                  |                                  |                                  |                                  |  |  |                                    |                                    |                                    |                                    |                                    |                                    |  |  |                                  |                                  |                                  |                                  |                                  |                                  |  |  |  |  |  |  |  |  |  |  |  |  |  |  |  |  |  |  |  |  |  |  |  |  |
|  |  | Philippe Ier le Beau (1478-1506) |                               |                               |                               |                               |                               |  |  |                                  |                                  |                                  |                                  |                                  |                                  |  |  |                                    |                                    |                                    |                                    |                                    |                                    |  |  |                                  |                                  |                                  |                                  |                                  |                                  |  |  |  |  |  |  |  |  |  |  |  |  |  |  |  |  |  |  |  |  |  |  |  |  |
|  |  |                                  |                               |                               |                               |                               |                               |  |  |                                  |                                  |                                  |                                  |                                  |                                  |  |  |                                    |                                    |                                    |                                    |                                    |                                    |  |  |                                  |                                  |                                  |                                  |                                  |                                  |  |  |  |  |  |  |  |  |  |  |  |  |  |  |  |  |  |  |  |  |  |  |  |  |
|  |  | Charles Quint (1500-1558)        |                               |                               |                               |                               |                               |  |  |                                  |                                  |                                  |                                  |                                  |                                  |  |  |                                    |                                    |                                    |                                    |                                    |                                    |  |  |                                  |                                  |                                  |                                  |                                  |                                  |  |  |  |  |  |  |  |  |  |  |  |  |  |  |  |  |  |  |  |  |  |  |  |  |
|  |  |                                  |                               |                               |                               |                               |                               |  |  |                                  |                                  |                                  |                                  |                                  |                                  |  |  |                                    |                                    |                                    |                                    |                                    |                                    |  |  |                                  |                                  |                                  |                                  |                                  |                                  |  |  |  |  |  |  |  |  |  |  |  |  |  |  |  |  |  |  |  |  |  |  |  |  |
|  |  | Philippe II (1527-1598)          |                               |                               |                               |                               |                               |  |  |                                  |                                  |                                  |                                  |                                  |                                  |  |  |                                    |                                    |                                    |                                    |                                    |                                    |  |  |                                  |                                  |                                  |                                  |                                  |                                  |  |  |  |  |  |  |  |  |  |  |  |  |  |  |  |  |  |  |  |  |  |  |  |  |
|  |  |                                  |                               |                               |                               |                               |                               |  |  |                                  |                                  |                                  |                                  |                                  |                                  |  |  |                                    |                                    |                                    |                                    |                                    |                                    |  |  |                                  |                                  |                                  |                                  |                                  |                                  |  |  |  |  |  |  |  |  |  |  |  |  |  |  |  |  |  |  |  |  |  |  |  |  |
|  |  |                                  |                               |                               |                               |                               |                               |  |  |                                  |                                  |                                  |                                  |                                  |                                  |  |  |                                    |                                    |                                    |                                    |                                    |                                    |  |  |                                  |                                  |                                  |                                  |                                  |                                  |  |  |  |  |  |  |  |  |  |  |  |  |  |  |  |  |  |  |  |  |  |  |  |  |
|  |  | Charles (1545-1568)              | Charles (1545-1568)           | Charles (1545-1568)           | Charles (1545-1568)           | Charles (1545-1568)           | Charles (1545-1568)           |  |  | Ferdinand (1571-1578)            | Ferdinand (1571-1578)            | Ferdinand (1571-1578)            | Ferdinand (1571-1578)            | Ferdinand (1571-1578)            | Ferdinand (1571-1578)            |  |  | Diègue (1575-1582)                 | Diègue (1575-1582)                 | Diègue (1575-1582)                 | Diègue (1575-1582)                 | Diègue (1575-1582)                 | Diègue (1575-1582)                 |  |  | Philippe III (1578-1621)         | Philippe III (1578-1621)         | Philippe III (1578-1621)         | Philippe III (1578-1621)         | Philippe III (1578-1621)         | Philippe III (1578-1621)         |  |  |  |  |  |  |  |  |  |  |  |  |  |  |  |  |  |  |  |  |  |  |  |  |
|  |  | Charles (1545-1568)              | Charles (1545-1568)           | Charles (1545-1568)           | Charles (1545-1568)           | Charles (1545-1568)           | Charles (1545-1568)           |  |  | Ferdinand (1571-1578)            | Ferdinand (1571-1578)            | Ferdinand (1571-1578)            | Ferdinand (1571-1578)            | Ferdinand (1571-1578)            | Ferdinand (1571-1578)            |  |  | Diègue (1575-1582)                 | Diègue (1575-1582)                 | Diègue (1575-1582)                 | Diègue (1575-1582)                 | Diègue (1575-1582)                 | Diègue (1575-1582)                 |  |  | Philippe III (1578-1621)         | Philippe III (1578-1621)         | Philippe III (1578-1621)         | Philippe III (1578-1621)         | Philippe III (1578-1621)         | Philippe III (1578-1621)         |  |  |  |  |  |  |  |  |  |  |  |  |  |  |  |  |  |  |  |  |  |  |  |  |
|  |  |                                  |                               |                               |                               |                               |                               |  |  |                                  |                                  |                                  |                                  |                                  |                                  |  |  |                                    |                                    |                                    |                                    |                                    |                                    |  |  |                                  |                                  |                                  |                                  |                                  |                                  |  |  |  |  |  |  |  |  |  |  |  |  |  |  |  |  |  |  |  |  |  |  |  |  |
|  |  |                                  |                               |                               |                               |                               |                               |  |  | Philippe IV le Grand (1605-1665) | Philippe IV le Grand (1605-1665) | Philippe IV le Grand (1605-1665) | Philippe IV le Grand (1605-1665) | Philippe IV le Grand (1605-1665) | Philippe IV le Grand (1605-1665) |  |  | Charles (1607-1632)                | Charles (1607-1632)                | Charles (1607-1632)                | Charles (1607-1632)                | Charles (1607-1632)                | Charles (1607-1632)                |  |  | Ferdinand (1609-1641)            | Ferdinand (1609-1641)            | Ferdinand (1609-1641)            | Ferdinand (1609-1641)            | Ferdinand (1609-1641)            | Ferdinand (1609-1641)            |  |  |  |  |  |  |  |  |  |  |  |  |  |  |  |  |  |  |  |  |  |  |  |  |
|  |  |                                  |                               |                               |                               |                               |                               |  |  | Philippe IV le Grand (1605-1665) | Philippe IV le Grand (1605-1665) | Philippe IV le Grand (1605-1665) | Philippe IV le Grand (1605-1665) | Philippe IV le Grand (1605-1665) | Philippe IV le Grand (1605-1665) |  |  | Charles (1607-1632)                | Charles (1607-1632)                | Charles (1607-1632)                | Charles (1607-1632)                | Charles (1607-1632)                | Charles (1607-1632)                |  |  | Ferdinand (1609-1641)            | Ferdinand (1609-1641)            | Ferdinand (1609-1641)            | Ferdinand (1609-1641)            | Ferdinand (1609-1641)            | Ferdinand (1609-1641)            |  |  |  |  |  |  |  |  |  |  |  |  |  |  |  |  |  |  |  |  |  |  |  |  |
|  |  |                                  |                               |                               |                               |                               |                               |  |  |                                  |                                  |                                  |                                  |                                  |                                  |  |  |                                    |                                    |                                    |                                    |                                    |                                    |  |  |                                  |                                  |                                  |                                  |                                  |                                  |  |  |  |  |  |  |  |  |  |  |  |  |  |  |  |  |  |  |  |  |  |  |  |  |
|  |  | Balthazar-Charles (1629-1646)    | Balthazar-Charles (1629-1646) | Balthazar-Charles (1629-1646) | Balthazar-Charles (1629-1646) | Balthazar-Charles (1629-1646) | Balthazar-Charles (1629-1646) |  |  | Philippe-Prosper (1657-1661)     | Philippe-Prosper (1657-1661)     | Philippe-Prosper (1657-1661)     | Philippe-Prosper (1657-1661)     | Philippe-Prosper (1657-1661)     | Philippe-Prosper (1657-1661)     |  |  | Charles II l'Ensorcelé (1661-1700) | Charles II l'Ensorcelé (1661-1700) | Charles II l'Ensorcelé (1661-1700) | Charles II l'Ensorcelé (1661-1700) | Charles II l'Ensorcelé (1661-1700) | Charles II l'Ensorcelé (1661-1700) |  |  | Jean Joseph (1629-1679) légitimé | Jean Joseph (1629-1679) légitimé | Jean Joseph (1629-1679) légitimé | Jean Joseph (1629-1679) légitimé | Jean Joseph (1629-1679) légitimé | Jean Joseph (1629-1679) légitimé |  |  |  |  |  |  |  |  |  |  |  |  |  |  |  |  |  |  |  |  |  |  |  |  |

## Monarques de la maison de Habsbourg

### Liste des monarques
| Portrait      | Nom           | Règne                                                              | Lien avec le prédécesseur |
| ------------- | ------------- | ------------------------------------------------------------------ | --- |
| Philippe Ier  | Philippe Ier  | 12 juillet 1506 - 25 septembre 1506 (2 mois et 13 jours)           | Fils de l'empereur du Saint-Empire romain germanique Maximilien Ier de Habsbourg et de la duchesse Marie de Bourgogne, il épouse l'héritière des royaumes des Castille et d'Aragon, Jeanne la Folle. Il est élu roi par les Cortes en 1506 (conjointement avec son épouse) et fonde la dynastie des Habsbourg en Espagne.                                         |
| Charles Quint | Charles Quint | 14 mars 1516 - 16 janvier 1556 (39 ans, 10 mois et 2 jours)        | Fils aîné de Philippe le Beau et de Jeanne la Folle. Devient roi d'Aragon par le testament de son grand-père maternel Ferdinand II d'Aragon, puis prend le pouvoir pour devenir roi de Castille, conjointement avec sa mère. Premier monarque unique des Espagnes du 12 avril 1555 au 16 janvier 1556, date à laquelle il abdique en faveur de son fils Philippe. |
| Philippe II   | Philippe II   | 16 janvier 1556 - 13 septembre 1598 (42 ans, 7 mois et 28 jours)   | Fils aîné de Charles Quint et d'Isabelle de Portugal. Également roi d'Angleterre de 1554 à 1558 en vertu de son mariage avec Marie Tudor. Devient roi de Portugal sous le nom de Philippe Ier en 1580. |
| Philippe III  | Philippe III  | 13 septembre 1598 - 31 mars 1621 (22 ans, 6 mois et 18 jours)      | Seul fils de Philippe II et de sa quatrième épouse et nièce Anne d'Autriche. Également roi de Portugal sous le nom de Philippe II. |
| Philippe IV   | Philippe IV   | 31 mars 1621 - 17 septembre 1665 (44 ans, 5 mois et 17 jours)      | Fils aîné de Philippe III et de Marguerite d'Autriche. Également roi de Portugal sous le nom de Philippe III jusqu'en 1640 (déclenchement de la guerre de Restauration) ; beau-père de Louis XIV. |
| Charles II    | Charles II    | 17 septembre 1665 - 1er novembre 1700 (35 ans, 1 mois et 15 jours) | Fils de Philippe IV et de Marie-Anne d'Autriche. Sa mort sans descendance entraîna la guerre de Succession d'Espagne qui se solda par l'avènement de la maison de Bourbon sur le trône d'Espagne. |